# Cyphoderus paralbinus
Cyphoderus paralbinus is een springstaartensoort uit de familie van de Cyphoderidae. De wetenschappelijke naam van de soort is voor het eerst geldig gepubliceerd in 1980 door Jacquemart.